# Chlorophorus funebris
Chlorophorus funebris là một loài bọ cánh cứng trong họ Cerambycidae.